# 11x60mmRモーゼル弾
11x60mmRモーゼル弾（11mmモーゼル、または、.43モーゼルとも呼ばれる）は、モーゼルM1871（Gew71)用に開発された、黒色火薬を用いる金属薬莢弾薬（カートリッジ）で、後にモーゼルM1871のバリエーションである、モーゼルM71/84（Gew71/84)にも使用された。11mm村田弾（11 x 60 mm R Murata）と混同しないように注意が必要。

## 開発

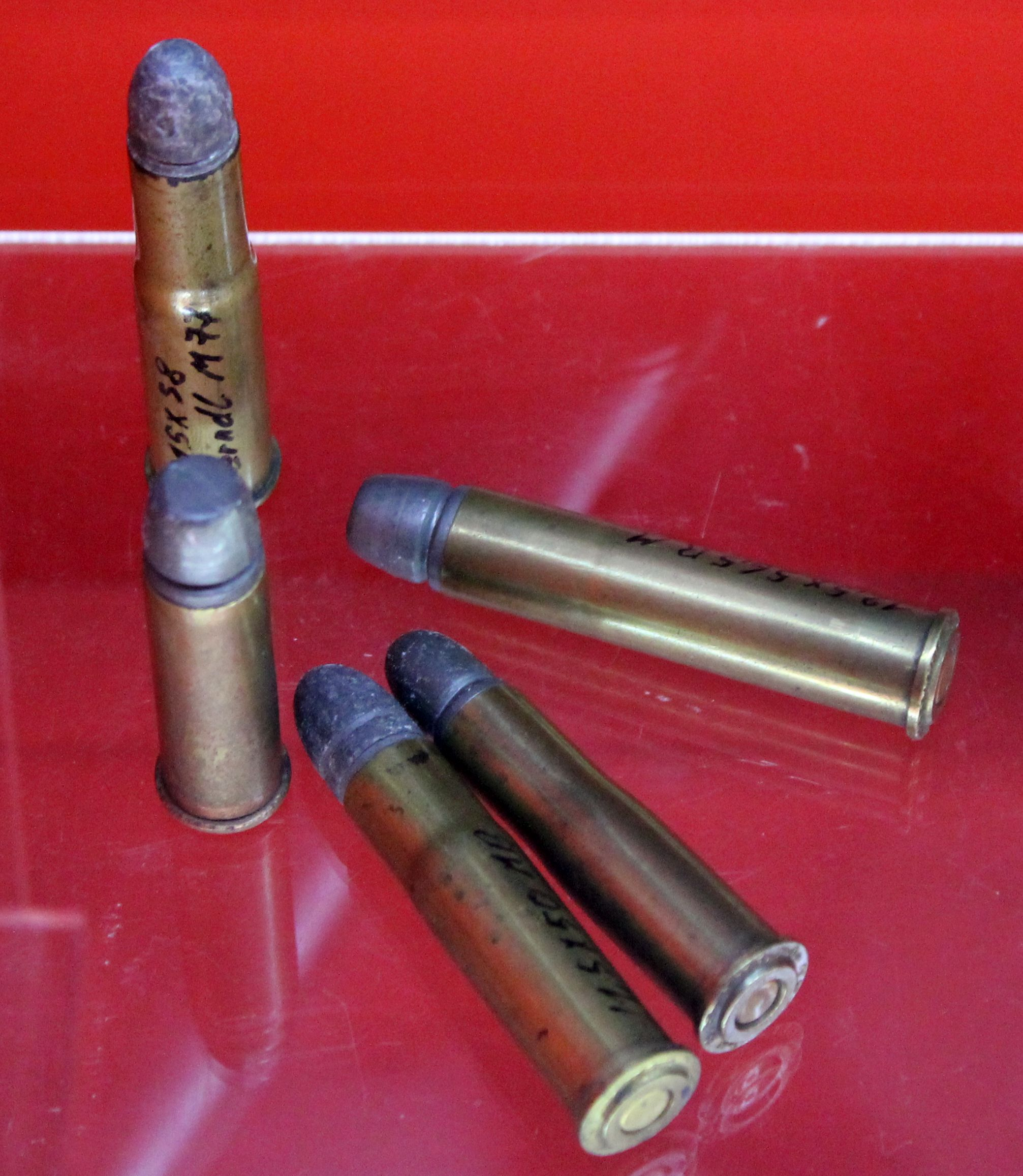
ヴェルンドル11x58mmRやヴェルダーM/69 11x50mmRなどの様々な黒色火薬実包

11x60mmR実包はフランスが装備したシャスポー銃に対する火力優勢を確保するために1868年から'71年にかけて開発された。1867年初頭、プロイセンはドライゼ銃からセンターファイア型実包を使用する後装銃への更新の検討を開始した。センターファイア式の金属薬莢は、このタイプの実包を使用するアメリカ合衆国およびバヴァリアのヴェルダー銃で一般的になっていた。
1871年11月7日、プロイセン小銃委員会は新式銃の口径を11mmと定めた。実包はヴェルダー銃の11x50mmRをもとにされた。これは黒色火薬と柔らかい鉛の弾丸が詰められた真鍮のボトルネック型薬莢を使った縁付き実包である。

## 展開

### M/71
元々のM71の使用実包はラウンド弾だった。

### M71/84
M71/84のチューブマガジン内での暴発を予防するために平頭化された。

## 書籍
- Frank C. Barnes: Cartridges of the World, Krause Publications, Iola (Wisconsin), 12th edition, 2009, ISBN 978-0-89689-936-0.
- Dieter Storz: Deutsche Militärgewehre: Vom Werdergewehr bis zum Modell 71/84, in: Kataloge des bayerischen Armee-Museums Ingolstadt, Band 8, Wien 2011, ISBN 978-3-902526-43-4, S. 310–347